# 파워드 기어
《파워드 기어 - 스트래티직 배리언트 아머 이큅먼트》{일본어: パワード ギア： ストラテジック　ヴァリアント アーマー　イクイプメント, 영어: Powered Gear: Strategic Variant Armor Equipment)는 캡콤이 제작한 1994년 아케이드 진행형 격투 게임이다. 자사의 아케이드 기판 CP 시스템 II로 개발됐으며, 일본 외 지역에서는 《아머드 워리어스》(영어: Armored Warriors)라는 제목으로 발매됐다.
일반적인 진행형 격투 게임들과는 달리 인간이 아닌 대형 전투형 로봇을 플레이어 캐릭터로서 조종하는 것이 특징이다. 파괴된 적이 떨어뜨린 부품을 습득해 무장을 교체할 수 있으며, 두 명 이상이 플레이하고 있는 경우 합동 공격을 하는 것도 가능하다.
이 게임에서 쓰인 로봇 디자인은 이후 캡콤의 1995년 격투 게임 《사이버보츠》에 재활용됐다. 《파워드 기어》는 2016년에 미국에 발매된 전용 콘솔 레트로비트 슈퍼 레트로케이드에 수록됐다. 2018년 마이크로소프트 윈도우, 닌텐도 스위치, 플레이스테이션 4 및 엑스박스 원으로 발매된 합본 《캡콤 벨트 액션 컬렉션》에 포함됐다.